# Cassano delle Murge
Cassano delle Murge község (comune) Olaszország Puglia régiójában, Bari megyében.

## Fekvése
Baritól délre, a Murgia-fennsíkon fekszik.

## Története
A település eredete a rómaiak idejére nyúlik vissza. Az 5. században egy jelentős ütközet helyszíne volt Totila seregei és a bizánci csapatok között.

## Népessége
A lakosság számának alakulása:

## Főbb látnivalói
- Santa Maria degli Angeli-templom
- Palazzetto Miani-Perotti
- Torre Civica - az egykori városfal egyik fennmaradt bástyája